# Chassalia chartacea
Chassalia chartacea är en måreväxtart som beskrevs av William Grant Craib. Chassalia chartacea ingår i släktet Chassalia och familjen måreväxter. Inga underarter finns listade i Catalogue of Life.